# Chu Thế Trân
Chu Thế Trân tên gốc là Chu Ngũ Tứ hay Chu Thất  (1281 - 1344), là cha của vị Hoàng đế sáng lập nhà Minh Chu Nguyên Chương. Quê ở Cú Dung (nay là Cú Dung, Giang Tô), cha ông chuyển đến Tứ Châu (nay là Hu Dị, Giang Tô). Sau này ông chuyển đến Hào Châu (này là Phượng Dương, An Huy).
Vợ ông là Trần thị. Họ có 4 người con trai và 2 người con gái.
Năm Chí Chính thứ tư (1344), hạn hán ở Hoài Bắc, ông cùng vợ và con trai cả qua đời.
Năm 1363, Hàn Lâm Nhi truy phong ông là Khai phủ Nghi đồng tam ti, Trung thư hữu thừa tướng, Thái úy, Ngô quốc công.
Năm 1368, Chu Nguyên Chương lập nên nhà Minh truy tôn ông là Hoàng đế, miếu hiệu là Nhân Tổ (仁祖), thụy hiệu là Thuần Hoàng đế (淳皇帝). Lăng mộ ở Phượng Dương thuộc Minh Hoàng lăng.